# هيثم الخليف
هيثم رمضان الخليف (مواليد 24 يناير 1997 - الآن) هو لاعب كرة قدم سعودي محترف يلعب كلاعب وسط لنادي هجر.

## الحياة الشخصية
هو شقيق اللاعبين بدر الخليف ومجتبى الخليف.

## مسيرة اللاعب
هيثم الخليف هو خريج اكاديمية نادي هجر. ظهر لأول مرة خلال موسم 2016-2017 وكان بدايتهة منذ ذلك الحين. في 3 أغسطس 2018 ، وقع الخليف عقدًا احترافياً لمدة 3 سنوات مع نادي هجر ينتهي بنهاية موسم 2020-2021. تم استدعاؤه لأول مرة إلى المنتخب الوطني تحت 23 سنة في ديسمبر 2018 للانضمام إلى المعسكر التدريبي الذي اقيم في الطائف، ضمن البرنامج الإعدادي لتصفيات كأس آسيا تحت 23 عامًا 2020.
انتقل إلى نادي الترجي في عام 2023 وعاد إلى نادي هجر في عام 2024.